# 水东进教之佑圣母堂
水东进教之佑圣母堂是一座华丽的哥特式天主教教堂，位于中国安徽省宣城市宣州区东南部水阳江畔的中国历史文化名镇水东镇中心的老街。该堂是安徽省现存最早的一座天主教堂，也是安徽省唯一的一处天主教朝圣地。

## 历史

### 初建
水东进教之佑圣母堂的历史开始于太平天国战争以后。此前在1856年，罗马教廷撤销天主教南京教区，改设江南代牧区，将江苏、安徽两省教务托付给耶稣会巴黎省会的法国耶稣会会士。1860年《北京条约》签订后，天主教获得在全中国自由传教的权利。江苏、安徽两省的教友主要集中在无锡以东地区，而西部广大地区仅有零星分布。在安徽省境内仅有皖北的五河县和皖南徽州府婺源县董门镇等处还有少量老信徒。1865年（同治四年），太平天国战争刚刚结束，郎怀仁主教由直隶东南代牧区调任江南代牧区宗座代牧，他立刻着手恢复受战乱毁坏的当地天主教会，并委任法国耶稣会传教士金式玉（Joseph Seckinger，1829-1890）神父负责江南代牧区西部（主要是安徽省）的教务拓展。
金式玉神父恢复了皖北五河县的天主教会。然而在皖南地区，金式玉神父发现，婺源县董门镇的天主教堂已被战争摧毁，教友死伤逃亡。由于湘军与太平军的多次反复争夺，整个皖南地区在战争中遭到毁灭性破坏，人口十不存一。战后，政府组织从周边省份迁入大批移民进入皖南地区，其中来自湖北省的移民中，有许多天主教教友，他们定居在宁国府的水东镇一带。
1868年，金式玉神父了解到这一情况，立即赶赴湖北教友集中的宁国府山区，将水东镇作为新的传教基地。三年中，以此为中心的宣城县、宁国县、建平县（郎溪）等县的教友人数大量增加。1873年（同治十二年），在这一带设立了宁国府总铎区，拥有1650名教友，和多达2万名望教者，27座教堂，均为望教者献出房屋，总本堂驻地设于水东。
1869年，金式玉神父购买吴姓土地，建造水东天主堂（进教之佑圣母堂），为当时皖南地区最大的一座教堂。

### 被毁
1876年（光绪二年）7月13日，宁国府发生暴力事件。在建平县（郎溪）的欧村，来自河南的绅士何渚仇视湖北移民，尤其是天主教移民，当天带领七八百人持刀，杀死神父黄之绅等人并焚尸，烧毁教堂。从这里开始，暴力蔓延到整个宁国府总铎区。7月24日，监生胡秀山为首的数百人将水东教堂焚毁，并将教士伏日章神父的棺材扒坟抛尸，抢劫祭衣间、藏经楼、小圣堂，金式玉当晚逃往南京。法国驻上海领事和驻京公使均进行交涉，两江总督沈葆桢受理此案，1877年1月31日审结，胡秀山处斩，用关税赔偿教会白银三万两。

### 重建
1877年5月14日，江南耶稣会会长文成章神父（Louis Chauvin）登上松江的佘山，向佘山圣母许愿，要在水东重建一座大型的圣母朝圣教堂。宁国府总本堂乔迁于神父（P Le Cornec）也上佘山许愿。1878年5月24日圣母进教之佑瞻礼日，金式玉神父为新教堂奠基。教堂由江南代牧区负责土木建筑的顾培原修士（Joannes Goussery，1828-1896）进行设计并组织施工。1880年（光绪六年）5月24日，水东进教之佑圣母堂举行了祝圣仪式。

### 关闭
1966年文化大革命期间，水东进教之佑圣母堂被关闭，占用做过粮仓、剧院、刺绣厂、教师宿舍。女子学校10间被拆除。

### 重开
1986年12月28日，水东进教之佑圣母堂修复开放。

## 建筑

### 外观
水东进教之佑圣母堂为木结构建筑，外观仿哥特式建筑风格，平面布局采用了规范的十字形，但并没有半圆形后殿。教堂的东西向长度为38米，南北向宽度为18米，占地700多平方米教堂座东朝西，西立面颇为华丽，设有玫瑰窗和钟楼，西立面前方的广场正对水东老街的终点，构成视觉构图的中心焦点。教堂的西北方有神父楼6间，左侧有圣母山，门前立有圣伯多禄和圣保禄的雕像。

## 朝圣
水东进教之佑圣母堂是安徽省唯一的一处天主教朝圣地。每年五月的圣母月，来自于安徽省内外各地的众多教友，来此向水东圣母祈祷朝圣。